# Pedro Mota Soares
Luís Pedro Russo da Mota Soares (Lisboa, Alvalade, 29 de maio de 1974) é um advogado e político português filiado no CDS-PP..
Começou a carreira política na concelhia de Cascais da Juventude Centrista. Chegou a Presidente da Comissão Política Nacional da Juventude Popular e foi eleito deputado à Assembleia da República em 1999. Em 2011 toma posse como Ministro da Solidariedade, Trabalho e da Segurança Social no governo de Pedro Passos Coelho, cargo que ocupa até 2015.
Foi candidato ao Parlamento Europeu em 2019, não tendo conseguido ser eleito. 

## Biografia

### Pessoal
Nascido em Lisboa, a 29 de maio de 1974, licenciou-se em Direito e especializou-se em Direito do Trabalho.
Pai de 2 filhos.
Em 2018 correu a Maratona de Roterdão e em 2018, 2019 e 2022 a Maratona de Lisboa.

### Profissional
Pedro Mota Soares é advogado na Andersen e docente na Universidade Lusófona de Humanidades e Tecnologias.
Integrou as sociedades de advogados Mota Soares, Oliveira & Associados e Nobre Guedes, Mota Soares & Associados.

### Carreira política
Foi presidente da Juventude Centrista, actual Juventude Popular, entre 1996 e 1999, e vice-presidente dos Jovens Conservadores Europeus.
Entre 2002 e 2005 desempenhou o cargo de secretário-geral do CDS-PP e de membro da Comissão Diretiva do mesmo partido. 
Foi eleito deputado à Assembleia da República, nas VIII, X e XI legislaturas, exercendo funções como vice-presidente do Grupo Parlamentar do CDS-PP, e membro das comissões de Trabalho e Segurança Social, Juventude e Desporto e Saúde e Toxicodependência.. 
Foi eleito líder parlamentar na XI legislatura..
Em junho de 2011 fez parte da delegação do CDS-PP nas negociações com o PSD, com vista à formação de uma coligação pós-eleitoral, de incidência parlamentar, que permitiu a formação do XIX Governo Constitucional. Pedro Mota Soares viria a integrar este governo, como Ministro da Solidariedade e da Segurança Social, tendo sido empossado em 21 de junho de 2011. 
A 2 de julho de 2013, uma terça-feira, o Ministro de Estado e dos Negócios Estrangeiros Paulo Portas entregou uma carta de demissão, e no mesmo dia, foi anunciado que Assunção Cristas e Mota Soares entregariam as suas respetivas cartas na quarta-feira seguinte. O que acabou por não se concretizar, tendo assumido, para além das pastas que já detinha, a pasta do Emprego, passando a desempenhar o cargo de Ministro da Solidariedade, Emprego e Segurança Social.
Foi reconduzido nestas funções no XX Governo Constitucional a 30 de outubro de 2015, que durou apenas até novembro do mesmo ano. Com a nomeação de António Costa para Primeiro-Ministro do XXI Governo Constitucional, Pedro Mota Soares foi sucedido pelo ex-Ministro de José Sócrates, José António Vieira da Silva. 
Em Outubro de 2017 foi eleito Presidente da Assembleia Municipal de Cascais.. 
Faz a sua última intervenção como deputado a 2 de Junho de 2019.
Foi escolhido para novo Secretário-Geral da Associação dos Operadores de Comunicações Eletrónicas (APRITEL) para um mandato de 2019 a 2022, em Comunicado divulgado a uma Terça-Feira, 15 de Outubro de 2019.